# Équipe de Hong Kong de rugby à XV des moins de 20 ans
L'équipe de Hong Kong des moins de 20 ans est constituée par une sélection des meilleurs joueurs hongkongais de rugby à XV de moins de 20 ans, sous l'égide de la fédération hongkongaise de rugby à XV.

## Histoire
L'équipe de Hong Kong des moins de 20 ans est créée en 2008, remplaçant les équipes de Hong Kong des moins de 21 ans et des moins de 19 ans à la suite de la décision de l'IRB en 2007 de restructurer les compétitions internationales junior. Elle participe au Trophée mondial junior suivant son classement.
En 2014 (en), les jeunes Hongkongais participent pour la première fois de leur histoire au Trophée mondial junior, étant automatiquement qualifiés en tant qu'hôtes de la compétition,. Cette organisation coïncide avec la création d'un programme de performance pour les joueurs de moins de 20 ans par la Fédération hongkongaise.
Malgré leur dernière place, ils se qualifient pour l'édition suivante en 2015 (en), cette fois-ci par l'intermédiaire du tournoi qualificatif de la zone Asie. Les jeunes Hongkongais participent ensuite de manière régulière au Trophée mondial en tant que représentants asiatiques.
À partir de 2023, la Fédération hongkongaise fait concourir ses équipes nationales sous le nom de « Hong Kong, Chine », se conformant aux nouvelles directives du comité olympique d'utiliser ce titre avant juillet 2023 ; ce changement a lieu après l'incident survenu lors du championnat d'Asie de rugby à sept, où l'hymne révolutionnaire Gloire à Hong Kong est joué par erreur par les autorités locales à la place de l'hymne national chinois La Marche des Volontaires,.